# Comparaison des navigateurs web
 (février 2017).
Le contenu est difficilement compréhensible vu les erreurs de traduction, qui sont peut-être dues à l'utilisation d'un logiciel de traduction automatique.

Navigateurs utilisés sur Wikipédia en septembre 2012

Les tableaux suivants comparent les informations générales et techniques pour un certain nombre de navigateurs web. 
Pour plus d'information, veuillez consulter les pages consacrées aux différents logiciels.

## Informations générales
Informations générales sur les navigateurs : créateur, société, coût, licence, etc.
Les navigateurs dont les noms apparaissent sur un fond lilas ont été abandonnés.
| Navigateur                                       | Créateur                                | Coût (USD)                  | Licence                              | Moteur de rendu actuel    | Dernière version stable |
| ------------------------------------------------ | --------------------------------------- | --------------------------- | ------------------------------------ | ------------------------- | --- |
| Amaya (abandonné)                                | W3C, INRIA                              | Gratuit                     | W3C                                  | custom                    | 11.4.4 (18 janvier 2012) |
| AOL Explorer (abandonné)                         | America Online, Inc                     | Gratuit                     | Logiciel propriétaire                | Trident                   | 1.5 (10 mai 2006) |
| Arora (abandonné)                                | Benjamin C. Meyer                       | Gratuit                     | GPL                                  | WebKit                    | 0.11.0 |
| Avant Browser                                    | Avant Force                             | Gratuit                     | Logiciel propriétaire                | Trident, Gecko, Blink     | 2020 build 3 (17 Mars 2020)) |
| Brave                                            | Brave Software Inc.                     | Gratuit                     | MPL 2.0                              | Gecko, Blink              | 0.7.14dev |
| Camino (abandonné)                               | The Camino Project                      | Gratuit                     | MPL 1.1/GPL 2.0/LGPL 2.1 tri-license | Gecko                     | 2.1.2 (abandonné en 2012) |
| Chromium                                         | The Chromium Project                    | Gratuit                     | BSD                                  | Blink                     | (construit chaque nuit) |
| Comodo Dragon                                    | Comodo                                  | Gratuit                     | Logiciel propriétaire                | Blink                     | 46.9.15.424(26 novembre 2015)) |
| Dillo                                            | The Dillo team                          | Gratuit                     | GPL                                  | custom                    | 3.0.5 |
| Dooble                                           | Dooble Team                             | Gratuit                     | GPL                                  | WebKit                    | 1.56 (5 janvier 2016)) |
| ELinks (abandonné)                               | Baudis, Fonseca, et al.                 | Gratuit                     | GPL                                  | custom, fork of Links     | 0.11.7 |
| Flock (abandonné)                                | Flock Inc                               | Gratuit                     | Logiciel propriétaire                | WebKit                    | 3.5.3.4641 (1er février 2011) |
| Galeon (abandonné)                               | Marco Pesenti Gritti                    | Gratuit                     | GPL                                  | Gecko                     | 2.0.7 (abandonné en 2008) |
| Google Chrome                                    | Google                                  | Gratuit                     | Logiciel propriétaire                | Blink                     | |
| GNU IceCat                                       | GNU                                     | Gratuit                     | MPL 2.0                              | Gecko                     | 38.6.0 (4 février 2016)) |
| iCab                                             | Alexander Clauss                        | Gratuit / 20 $ (Pro)        | Logiciel propriétaire                | WebKit                    | 5.9.2(4 mars 2020) |
| Internet Explorer                                | Microsoft, Spyglass                     | Inclus dans Windows         | Logiciel propriétaire                | Trident                   | 11.0.28 (11.103.10586.0) (9 février 2016)) |
| Internet Explorer for Mac (en) (abandonné)       | Microsoft                               | Gratuit                     | Logiciel propriétaire                | Tasman                    | 5.2.3 (abandonnée en 2003) |
| K-Meleon                                         | Dorian, KKO, et al.                     | Gratuit                     | GPL                                  | Gecko                     | 75.1 (19 septembre 2015)) |
| Konqueror                                        | KDE                                     | Gratuit                     | GPL                                  | KHTML, WebKit             | 4.14.3 (11 novembre, 2014) |
| Links                                            | Patocka, et al.                         | Gratuit                     | GPL                                  | custom                    | 2.12 |
| Lunascape                                        | Lunascape Corporation                   | Gratuit                     | Logiciel propriétaire                | Trident, Gecko, Blink     | 6.12.0 (21 décembre 2015)) |
| Lynx                                             | Montulli, Grobe, Rezac, et al.          | Gratuit                     | GPL                                  | custom, fork de libwww    | 2.8.8 |
| Maxthon                                          | Maxthon International Limited           | Gratuit                     | Logiciel propriétaire                | Blink, Trident            | |
| Microsoft Edge                                   | Microsoft                               | Inclus dans Windows         | Logiciel propriétaire                | EdgeHTML                  | Pour Windows 10 : 25.10586.0.0 (12 novembre 2015)) pour Windows 10 Mobile : 25.10586.29.0 (4 décembre 2015)) pour Xbox One : 25.10586.0.0 (12 novembre 2015)) |
| Midori                                           | Christian Dywan, et al.                 | Gratuit                     | LGPL                                 | WebKit                    | 0.5.11 |
| Mosaic (abandonné)                               | Marc Andreessen and Eric Bina, NCSA     | Free for non-commercial use | Logiciel propriétaire                | custom                    | 3.0 (abandonné en 1997) |
| Mozilla Application Suite (abandonné)            | Mozilla Foundation                      | Gratuit                     | MPL 1.1/GPL 2.0/LGPL 2.1 tri-license | Gecko                     | 1.7.13 (21 avril 2006)) |
| Mozilla Firefox                                  | Mozilla Foundation                      | Gratuit                     | MPL 2.0                              | Gecko                     | 44.0.2 (11 février 2016)) Version à long support : 38.6.1 (11 février 2016))                                                                                  |
| Netscape Navigator (abandonné)                   | Netscape Communications (filiale d'AOL) | Gratuit                     | Logiciel propriétaire                | Gecko                     | 9.0.0.6 (22 février 2008) |
| NetSurf                                          | The NetSurf Developers                  | Gratuit                     | GPL                                  | custom                    | 3.3 |
| OmniWeb (abandonné)                              | The Omni Group                          | Gratuit                     | Logiciel propriétaire                | WebKit                    | 5.11.2 (23 juillet 2012) |
| Opera                                            | Opera Software                          | Gratuit                     | Logiciel propriétaire                | Blink                     | 35.0.2066.68 (15 février 2016)) |
| Opera Mobile                                     | Opera Software                          | Gratuit                     | Logiciel propriétaire                | Blink                     | |
| Origyn (en) (abandonné)                          | Sand-labs                               | Gratuit                     | BSD                                  | WebKit                    | 1.24 |
| Pale Moon                                        | Moonchild Productions                   | Gratuit                     | MPL 2.0                              | 26.1.1 (24 février 2016)) | |
| QupZilla                                         | David Rosca                             | Gratuit                     | GNU GPLv3                            | WebKit                    | 1.8.9 (11 novembre 2015)) |
| Rekonq                                           | Andrea Diamantini                       | Gratuit                     | GNU GPLv3                            | WebKit                    | 2.4.2 |
| Roccat Browser                                   | Runecats                                | Free                        | Logiciel propriétaire                | WebKit                    | 5.9 (26 décembre 2015)) |
| Safari                                           | Apple Inc.                              | Inclus avec OS X            | Logiciel propriétaire                | WebKit                    | 9.0.3 (19 janvier 2016)) |
| SeaMonkey                                        | SeaMonkey Council                       | Gratuit                     | MPL 2.0                              | Gecko                     | 2.49.4 (27 juillet 2018)) |
| Shiira (abandonné)                               | Happy Macintosh Developing Team         | Gratuit                     | BSD                                  | WebKit                    | 2.3 (11 août 2009) |
| Sleipnir                                         | Fenrir Inc.                             | Gratuit                     | Logiciel propriétaire                | Blink, Trident            | 6.1.9.4000 (29 octobre 2015)) |
| Sleipnir                                         | Fenrir Inc.                             | Gratuit                     | Logiciel propriétaire                | Blink, Trident            | |
| SRWare Iron                                      | SRWare                                  | Gratuit                     | Logiciel propriétaire                | Blink                     | |
| surf                                             | suckless.org                            | Gratuit                     | MIT                                  | Webkit                    | 0.7 (19 décembre 2015)) |
| Torch (en)                                       | Torch Media                             | Gratuit                     | Logiciel propriétaire                | Blink                     | Plusieurs versions stables |
| Uzbl (abandonné)                                 | Dieter Plaetinck                        | Gratuit                     | GNU GPLv3                            | WebKit                    | 2012.05.14 (abandonné en 2012) |
| Vivaldi                                          | Vivaldi Technologies                    | Gratuit                     | Logiciel propriétaire                | Blink                     | 1.0.390.3 (9 février 2016)) |
| Web (Appelé formellement Epiphany)               | Marco Pesenti Gritti                    | Gratuit                     | GPL                                  | WebKit                    | 3.18 (23 septembre 2015) |
| WorldWideWeb (Ensuite renommé Nexus) (abandonné) | Tim Berners-Lee                         | Gratuit                     | Domaine public                       | custom                    | 0.18 (14 janvier 1994) |
| w3m (abandonné)                                  | Akinori Ito                             | Gratuit                     | MIT                                  | custom                    | 0.5.3 |
| Yandex Browser                                   | Yandex                                  | Gratuit                     | Logiciel propriétaire                | Blink                     | 17.7.0 (novembre 2012) |
| Navigateur                                       | Créateur                                | Coût (USD)                  | Licence du programme                 | Moteur de rendu actuel    | Dernière version |

## Support des systèmes d'exploitation
Les navigateurs sont compilés pour fonctionner sur certains systèmes d'exploitation, sans émulation.
Cette liste n'est pas exhaustive, mais reflète plutôt les usages les plus courants aujourd'hui (par exemple Netscape Navigator a aussi été développé pour OS/2 à un moment où OS X n'existait pas) mais ne comprend pas le segment croissant de l'appareil (par exemple, le navigateur web Opera a gagné un rôle de premier plan pour une utilisation dans les téléphones mobiles, les smartphones, les assistants Nintendo DS et Wii, et Personal digital, et est également utilisé dans les téléviseurs interactifs)[pas clair]. Dans ce tableau, le navigateur Web et le système d'exploitation concernés sont les versions les plus récentes, par exemple : Windows 8 Internet Explorer 11.
| Navigateur                   | Windows            | OS X            | Linux | BSD | Android | iOS    | Autres Unix     |
| ---------------------------- | ------------------ | --------------- | ----- | --- | ------- | ------ | --------------- |
| Amaya                        | Oui                | Oui             | Oui   | Oui | Non     | Non    | Non             |
| AOL Explorer                 | Oui                | Non             | Non   | Non | Non     | Non    | Non             |
| Arora                        | Oui                | Oui             | Oui   | Oui | Non     | Non    | Oui             |
| Avant                        | Oui                | Non             | Non   | Non | Non     | Non    | Non             |
| Brave                        | Oui                | Oui             | Oui   | Non | Oui     | Oui    | Non             |
| Camino                       | Non                | Oui             | Non   | Non | Non     | Non    | Non             |
| Chromium                     | Oui                | Oui             | Oui   | Oui | Oui     | Non    | Non             |
| Dillo                        | Partiel            | Oui             | Oui   | Oui | Non     | Non    | Oui             |
| Dooble                       | Oui                | Oui             | Oui   | Oui | Non     | Non    | Oui             |
| ELinks                       | Non                | Oui             | Oui   | Oui | Non     | Non    | Oui             |
| Flock                        | Oui                | Oui             | Oui   | Oui | Non     | Non    | Non             |
| Galeon                       | Non                | Oui             | Oui   | Oui | Non     | Non    | Oui             |
| Google Chrome                | Oui                | Oui             | Oui   | Non | Oui     | Oui    | Non             |
| iCab                         | Non                | Oui             | Non   | Non | Non     | Oui    | Non             |
| GNU IceCat                   | Vista ou supérieur | Oui             | Oui   | Non | Oui     | Non    | Non             |
| Internet Explorer            | Inclus             | Abandonné (5.2) | Non   | Non | Non     | Non    | Abandonné (5.0) |
| K-Meleon                     | Oui                | Non             | Non   | Non | Non     | Non    | Non             |
| Konqueror                    | Partiel            | Oui             | Oui   | Oui | Non     | Non    | Oui             |
| Links                        | Partiel            | Oui             | Oui   | Oui | Non     | Non    | Oui             |
| Lunascape                    | Oui                | Non             | Non   | Non | Oui     | Oui    | Non             |
| Lynx                         | Oui                | Oui             | Oui   | Oui | Non     | Non    | Oui             |
| Maxthon                      | Oui                | Oui             | Oui   | Non | Oui     | Oui    | Non             |
| Microsoft Edge               | Inclus             | Non             | Non   | Non | Non     | Non    | Non             |
| Midori                       | Oui                | Non             | Oui   | Oui | Non     | Non    | Oui             |
| Mozilla Firefox              | Oui                | Oui             | Oui   | Oui | Oui     | Oui    | Oui             |
| NetSurf                      | Beta               | Oui             | Oui   | Oui | Non     | Non    | Oui             |
| OmniWeb                      | Non                | Oui             | Non   | Non | Non     | Non    | Non             |
| Opera                        | Oui                | Oui             | Oui   | Oui | Oui     | Oui    | Oui             |
| Pale Moon                    | Oui                | Non             | Oui   | Non | Oui     | Non    | Non             |
| QupZilla                     | Oui                | Oui             | Oui   | Oui | Non     | Non    | Oui             |
| Rekonq                       | Oui                | Oui             | Oui   | Oui | Non     | Non    | Oui             |
| Safari                       | Abandonné (5.1.7)  | Inclus          | Non   | Non | Non     | Inclus | Non             |
| Safe Browser Secure          | Non                | Non             | Non   | Non | Non     | Oui    | Non             |
| SeaMonkey                    | Oui                | Oui             | Oui   | Oui | Non     | Non    | Oui             |
| Shiira                       | Non                | Oui             | Non   | Non | Non     | Non    | Non             |
| Sleipnir                     | Oui                | Oui             | Non   | Non | Oui     | Oui    | Non             |
| SRWare Iron                  | Oui                | Oui             | Oui   | Oui | Non     | Non    | Oui             |
| surf                         | Partiel            | ?               | Oui   | Oui | Non     | Non    | Oui             |
| Torch (en)                   | Oui                | Oui             | Non   | Non | Non     | Non    | Non             |
| Web                          | Non                | Oui             | Oui   | Oui | Non     | Non    | Oui             |
| WorldWideWeb (NeXTSTEP only) | Non                | Non             | Non   | Non | Non     | Non    | Non             |
| w3m                          | Oui                | Oui             | Oui   | Oui | Non     | Non    | Oui             |
| Browser                      | Windows            | OS X            | Linux | BSD | Android | iOS    | Other Unix      |

1. ↑  Dillo est inclus dans quelques distributions GNU/linux, comme Damn Small Linux, Feather Linux Debian et Ubuntu.
2. ↑  Google Chrome n'est pas disponible PowerPC.
3. ↑  Internet Explorer pour UNIX est disponible dans Solaris et HP-UX.
4. ↑  La plupart des distributions GNU/linux qui ont une Interface graphique incluent une version de Firefox ou une version renommée de Firefox telle que GNU IceCat.
5. ↑  Opera Mini et Coast sont disponibles sur iOS

## Fonctionnalités des navigateurs web
Information sur les fonctionnalités des navigateurs courants qui sont implémentées nativement (sans extension).
| Browser                    | Gestionnaire de marque-page | Gestionnaire de téléchargement | Gestionnaire de mots de passe, | Gestionnaire de formulaire | Correcteur orthographique | Barre de recherche | Sécurité configurable par site | Navigation privée | Mise à jour automatique |
| -------------------------- | --------------------------- | ------------------------------ | ------------------------------ | -------------------------- | ------------------------- | ------------------ | ------------------------------ | ----------------- | ----------------------- |
| Amaya                      | Non                         | Non                            | Oui                            | Non                        | Oui                       | Non                | ?                              | Non               | Non                     |
| AOL Explorer               | Oui                         | Non                            | Non                            | Oui                        | Non                       | Oui                | ?                              | Non               | ?                       |
| Arora                      | Oui                         | Oui                            | Oui                            | Oui                        | Non                       | Oui                | ?                              | Oui               | Non                     |
| Avant                      | Oui                         | Non                            | Oui                            | Oui                        | Non                       | Oui                | ?                              | Non               | ?                       |
| Brave                      | Oui                         | Oui                            | Non                            | Non                        | Non                       | Oui                | Non                            | Oui               | Oui                     |
| Camino                     | Oui                         | Oui                            | Oui                            | Oui                        | Oui                       | Oui                | ?                              | Non               | Oui                     |
| Chromium                   | Oui                         | Oui                            | Oui                            | Oui                        | Oui                       | Partiel            | Oui                            | Oui               | Oui                     |
| Dillo                      | Partiel                     | Non                            | Non                            | Non                        | Non                       | Partiel            | ?                              | Non               | Non                     |
| Dooble                     | Oui                         | Oui                            | Oui                            | Non                        | Non                       | Oui                | ?                              | Oui               | ?                       |
| ELinks                     | Oui                         | Oui                            | Oui                            | Oui                        | Non                       | Non                | Non                            | Non               | Non                     |
| Flock                      | Oui                         | Oui                            | Oui                            | Oui                        | Oui                       | Oui                | Partiel                        | Non               | Oui                     |
| Galeon                     | Oui                         | Oui                            | Oui                            | Non                        | Non                       | Oui                | ?                              | Non               | Non                     |
| Google Chrome              | Oui                         | Oui                            | Oui                            | Oui                        | Oui                       | Oui                | Oui                            | Oui               | Oui                     |
| iCab                       | Oui                         | Oui                            | Oui                            | Oui                        | Non                       | Oui                | ?                              | Non               | ?                       |
| Internet Explorer          | Oui                         | Oui                            | Oui                            | Oui                        | Oui                       | Oui                | Oui                            | Oui               | Oui                     |
| Internet Explorer pour Mac | Oui                         | Oui                            | Oui                            | Oui                        | Oui                       | Oui                | ?                              | Non               | ?                       |
| K-Meleon                   | Oui                         | Non                            | Oui                            | Oui                        | Oui                       | Oui                | Oui                            | Oui               | ?                       |
| Konqueror                  | Oui                         | Oui                            | Oui                            | Oui                        | Oui                       | Oui                | Oui                            | Non               | Non                     |
| Links                      | Oui                         | Oui                            | Non                            | Non                        | Non                       | Non                | ?                              | Non               | Non                     |
| Lunascape                  | Oui                         | Oui                            | Oui                            | Oui                        | Partiel                   | Oui                | Partiel                        | Partiel           | Oui                     |
| Lynx                       | Oui                         | Oui                            | Non                            | Non                        | Non                       | Non                | Oui                            | Non               | Non                     |
| Maxthon                    | Oui                         | Oui                            | Oui                            | Oui                        | Oui                       | Oui                | Oui                            | Oui               | Oui                     |
| Microsoft Edge             | Oui                         | Oui                            | Oui                            | Oui                        | Oui                       | Partiel            | Non                            | Oui               | Oui                     |
| Midori                     | Oui                         | Oui                            | Non                            | Oui                        | Oui                       | Oui                | Non                            | Oui               | Non                     |
| Mosaic                     | Oui                         | Non                            | Non                            | Non                        | Non                       | Non                | ?                              | Non               | Non                     |
| Mozilla                    | Oui                         | Oui                            | Oui                            | Oui                        | Oui                       | Oui                | Oui                            | Non               | Oui                     |
| Firefox                    | Oui                         | Oui                            | Oui                            | Oui                        | Oui                       | Oui                | Oui                            | Oui               | Oui                     |
| Netscape (en)              | Oui                         | Oui                            | Oui                            | Oui                        | Oui                       | Oui                | ?                              | Non               | Non                     |
| Netscape (en)              | Oui                         | Oui                            | Oui                            | Oui                        | ?                         | Oui                | ?                              | Non               | Oui                     |
| Netscape Navigator         | Oui                         | Non                            | Non                            | Non                        | Non                       | Non                | ?                              | Non               | Non                     |
| Netscape Navigator 9 (en)  | Oui                         | Oui                            | Oui                            | Oui                        | Oui                       | Oui                | ?                              | Non               | Oui                     |
| NetSurf                    | Oui                         | Oui                            | Non                            | Non                        | Non                       | Oui                | Non                            | Non               | Non                     |
| OmniWeb                    | Oui                         | Oui                            | Oui                            | Oui                        | Oui                       | Oui                | Partiel                        | Non               | Oui                     |
| Opera                      | Oui                         | Oui                            | Oui                            | Oui                        | Oui                       | Oui                | Oui                            | Oui               | Oui                     |
| Pale Moon                  | Oui                         | Oui                            | Oui                            | Oui                        | Oui                       | Oui                | Oui                            | Oui               | Oui                     |
| QupZilla                   | Oui                         | Oui                            | Oui                            | Oui                        | Oui                       | Oui                | Non                            | Oui               | Notification only       |
| Rekonq                     | Oui                         | Oui                            | Oui                            | Oui                        | Oui                       | Oui                | Partiel                        | Oui               | Non                     |
| Safari                     | Oui                         | Oui                            | Oui                            | Oui                        | Oui                       | Oui                | Oui                            | Oui               | Oui                     |
| Safe Browser Secure        | Oui                         | Oui                            | Non                            | Non                        | Oui                       | Oui                | Non                            | Oui               | Non                     |
| SeaMonkey                  | Oui                         | Oui                            | Oui                            | Oui                        | Oui                       | Oui                | Partiel                        | Non               | Oui                     |
| Shiira                     | Oui                         | Oui                            | Oui                            | Oui                        | Oui                       | Oui                | ?                              | Oui               | ?                       |
| Sleipnir                   | Oui                         | Oui                            | Oui                            | Oui                        | Oui                       | Oui                | Oui                            | Non               | Notification only       |
| SRWare Iron                | Oui                         | Oui                            | Oui                            | Oui                        | Oui                       | Oui                | Oui                            | Oui               | Non                     |
| Surf (en)                  | Non                         | Non                            | Non                            | Non                        | Non                       | Non                | Oui/Non                        | Oui/Non           | Non                     |
| Torch (en)                 | Oui                         | Oui                            | Oui                            | Oui                        | Oui                       | Oui                | Oui                            | Oui               | Oui                     |
| Web                        | Oui                         | Oui                            | Oui                            | Oui                        | Oui                       | Partiel            | Non                            | Oui               | Non                     |
| WorldWideWeb               | Oui                         | Non                            | Non                            | Non                        | Oui                       | Non                | ?                              | Non               | Non                     |
| w3m                        | Oui                         | Non                            | Non                            | Non                        | Non                       | Non                | ?                              | Non               | Non                     |

1. ↑  Dans de nombreux outils de sauvegarde de mots de passe intégrés, il y a souvent des fuites qui les rendent dangereux
2. ↑  La correction orthographique peut être ajoutée en installant une extension comme ieSpell.
3. 1 2 3  Lacks search toolbar, but search URL autocompletion provided via addressbar.
4. 1 2  Les navigateurs basés sur un navigateur comme Firefox, SeaMonkey et Flock peuvent gérer la configuration site par site pour les cookies, pop-ups, add-on installations et images. Pour une configuration plus fine, une extension est nécessaire par exemple, NoScript.
5. ↑  Starting with version 4, Google Chrome can disable Cookies, Images, JavaScript, Plugins, Popups, and Geolocation individually.
6. ↑  Internet Explorer 10 supporte la correction orthographique.
7. ↑  Internet Explorer 8 supporte la navigation privée.
8. 1 2  There is no online update facility built into IE, but it gets updated by Windows Update when enabled. As of Version 10 automatic silent update is the default setting in Internet Explorer. In Microsoft Edge, the option to disable automatic updates via the about dialog is not included.
9. 1 2  Through the Privacy toolbar, K-Meleon Versions 1.5 and 1.6, can individually disable Cookies, Images, JavaScript, Popups, and Plugins (e.g. Flash and Java).
10. ↑  Pour bénéficier d'un gestionnaire de téléchargement, kdenetwork doit être installé.
11. ↑  Konqueror peut gérer la configuration site par site pour les cookies, pop-ups, le JavaScript, le Java et les modules NPAPI (par exemple Flash).
12. ↑  On peut éditer du texte avec Lynx en utilisant un éditeur externe lequel peut fournir la correction orthographique.
13. ↑  Firefox 3.5 adds the Privacy mode. Older versions of Firefox can use the Stealther extension.
14. ↑  OmniWeb supporte la configuration par domaine de la désactivation des scripts, publicités, java et cookies. Ces configurations ne fonctionnent que sur domaines sur un top level[37].
15. ↑  Les versions d'Opera inférieure à la 15 avaient des marque-pages. Les versions ultérieures utilisent un concept différent baptisé « Stash ».
16. ↑  Opera can auto-complete forms with your personal information and website usernames. Also there is extension AutoComplete which can complete forms with form history.
17. ↑  Available as a PIM plugin which is disabled by default, but it is part of default installation.
18. 1 2  Developers distribute patch enabling this functionality.
19. ↑  Par design cette fonctionnalité est exécutée par un logiciel tiers.
20. 1 2  This browser allows to choose custom cookie jar, making cookies from other sessions unavailable to new session.

## Fonctionnalités pour l'accessibilité
Informations sur les fonctionnalités d'accessibilité communes qui sont mises en œuvre en natif (sans module tiers).
Les navigateurs qui ne prennent pas en charge les pop-ups n'ont pas besoin de blocage des pop-up, de sorte que le champ est marqué comme N / A.
| Navigateur                 | Navigation par onglet | Blocage de pop-up | Recherche incrémentale | Filtrage des publicités | Zoom    | Recherche plein texte ou de l'historique | Content-modal dialogs |
| -------------------------- | --------------------- | ----------------- | ---------------------- | ----------------------- | ------- | ---------------------------------------- | --------------------- |
| Amaya                      | Oui                   | NC                | Non                    | Non                     | Oui     | Non                                      | ?                     |
| AOL Explorer               | Oui                   | Oui               | Non                    | Non                     | Oui     | Non                                      | ?                     |
| Arora                      | Oui                   | Oui               | Oui                    | Oui                     | Oui     | Non                                      | Non                   |
| Avant                      | Oui                   | Oui               | Non                    | Oui                     | Oui     | Non                                      | ?                     |
| Brave                      | Oui                   | Oui               | Non                    | Oui                     | Oui     | Non                                      | ?                     |
| Camino                     | Oui                   | Oui               | Oui                    | Oui                     | Oui     | Non                                      | ?                     |
| Chromium                   | Oui                   | ?                 | Oui                    | ?                       | Oui     | ?                                        | ?                     |
| Dillo                      | Oui                   | NC                | Non                    | Non                     | Non     | Non                                      | Non                   |
| Dooble                     | Oui                   | Oui               | Oui                    | Oui                     | Oui     | Oui                                      | ?                     |
| ELinks                     | Oui                   | NC                | Oui                    | NC                      | NC      | Non                                      | Non                   |
| Flock                      | Oui                   | Oui               | Oui                    | Oui                     | Non     | Non                                      | ?                     |
| Galeon                     | Oui                   | Oui               | Oui                    | Oui                     | Oui     | Non                                      | Non                   |
| Google Chrome              | Oui                   | Partiel;          | Oui                    | Non;                    | Oui     | Oui                                      | Non                   |
| iCab                       | Oui                   | Oui               | Non                    | Oui                     | Oui     | Non                                      | ?                     |
| Internet Explorer          | Oui;                  | Oui;              | Oui                    | Oui                     | Oui     | Oui                                      | Non                   |
| Internet Explorer pour Mac | Non                   | Non               | Non                    | Non                     | Non     | Non                                      | NC                    |
| K-Meleon                   | Oui                   | Oui               | Oui                    | Non;                    | Partiel | Non                                      | ?                     |
| Konqueror                  | Oui                   | Oui               | Oui                    | Oui                     | Oui     | Non                                      | Non                   |
| Links                      | Non                   | Oui               | Oui                    | Oui                     | Non     | Non                                      | Non                   |
| Lunascape                  | Oui                   | Oui               | Oui                    | Oui                     | Oui     | Partiel                                  | ?                     |
| Lynx                       | Non                   | NC                | Non                    | NC                      | NC      | Non                                      | Non                   |
| Maxthon                    | Oui                   | Oui               | Oui                    | Oui                     | Oui     | Non                                      | ?                     |
| Microsoft Edge             | Oui                   | Oui               | Oui                    | Non                     | Oui     | Non                                      | Non                   |
| Midori                     | Oui                   | Non               | Oui                    | Oui                     | Oui     | Non                                      | ?                     |
| Mosaic                     | Non                   | NC                | Non                    | Non                     | Non     | Non                                      | ?                     |
| Mozilla                    | Oui                   | Oui               | Oui                    | Oui                     | Oui     | Non                                      | Non                   |
| Firefox                    | Oui                   | Oui               | Oui                    | Oui;                    | Oui     | Oui                                      | Oui                   |
| Netscape (en)              | Oui                   | Oui               | Oui                    | Non;                    | Non     | Non                                      | Non                   |
| Netscape (en)              | Oui                   | Oui               | Oui                    | Non;                    | Non     | Non                                      | Non                   |
| Netscape Navigator         | Non                   | Non               | Non                    | Non                     | Non     | Non                                      | Non                   |
| Netscape Navigator 9 (en)  | Oui                   | Oui               | Oui                    | Non;                    | Non     | Non                                      | Non                   |
| NetSurf                    | Oui                   | Oui               | Oui                    | Oui                     | Oui     | Non                                      | ?                     |
| OmniWeb                    | Oui                   | Oui               | Non                    | Oui                     | Oui     | Non                                      | ?                     |
| Opera                      | Oui                   | Oui               | Oui                    | Oui;                    | Oui     | Oui                                      | Oui                   |
| Pale Moon                  | Oui                   | Oui               | Oui                    | Oui                     | Oui     | Oui                                      | Oui                   |
| QupZilla                   | Oui                   | Oui               | Oui                    | Oui                     | Oui     | Oui                                      | Optionnel             |
| Rekonq                     | Oui                   | Oui               | Oui                    | Oui                     | Oui     | Oui                                      | ?                     |
| Safari                     | Oui                   | Oui;              | Oui                    | Non;                    | Oui;    | Oui (only Mac);                          | Non                   |
| Safe Browser Secure        | Oui                   | Oui               | Non                    | Oui                     | Oui     | Oui                                      | Oui                   |
| SeaMonkey                  | Oui                   | Oui               | Oui                    | Oui;                    | Oui;    | Non                                      | Non                   |
| Shiira                     | Oui                   | Oui               | Non                    | Non                     | Oui     | Non                                      | ?                     |
| Sleipnir                   | Oui                   | Oui               | Oui                    | Oui                     | Oui     | Non                                      | ?                     |
| SRWare Iron                | Oui                   | Oui               | Non                    | Oui                     | Oui     | Oui                                      | ?                     |
| Surf (en)                  | Non                   | Non               | Oui                    | Non                     | Oui     | Non                                      | Non                   |
| Torch (en)                 | Oui                   | ?                 | Oui                    | ?                       | Oui     | ?                                        | ?                     |
| Web                        | Oui                   | Oui               | Oui                    | Oui;                    | Oui     | Oui                                      | Partiel               |
| WorldWideWeb               | Non                   | NC                | Non                    | Non                     | Non     | Non                                      | NC                    |
| w3m                        | Oui                   | NC                | Oui                    | Non                     | Non     | Non                                      | NC                    |
| Navigateur                 | Navigation par onglet | Blocage de pop-up | Recherche incrémentale | Filtrage des publicités | Zoom    | Recherche plein texte ou de l'historique | Content-modal dialogs |

1. ↑  https://developer.mozilla.org/en-US/docs/Using_tab-modal_prompts Mozilla Developer Network - Using tab-modal prompts
2. 1 2 3  Although text browsers don't have dialog windows, their prompts behave as modal dialogs – block the input until answer is received.
3. ↑  The option "Do not allow any site to show pop-ups" in Google Chrome, which is the default, actually allows sites to show pop-ups which are not considered harmful.
4. ↑  Ad filter support can be added by installing an extension such as AdSweep, AdThwart or Adblock Plus.
5. ↑  https://code.google.com/p/chromium/issues/detail?id=456 Les alertes Javascript sont modales à Chrome UI.
6. ↑  IE6 had no tabbed browsing support.
7. ↑  IE6 included pop-up blocking with Windows XP Service Pack 2
8. ↑  Full-text history search is available through a Windows Search iFilter[39]
9. 1 2 3 4 5 6 7  Most Gecko browsers have options to block chosen images and cookies. Extended Ad filter support can be added by installing an extension such as Adblock Plus.
10. ↑  (en) « Bug 59314 - JavaScript alerts should be content-modal, not window-modal », Bugzilla.mozilla.org (consulté le 23 mai 2012)
11. ↑  Opera 9 introduced a content blocker for webpages https://web.archive.org/web/20060209045028/http://labs.opera.com/news/2006/02/07/2/ . Earlier releases support wildcard protocol/domain/path and filetype blocking using a filter.ini  file. More advanced Ad filtering for Opera can also be done with external software .
12. ↑  Requires building with "NONBLOCK_JS_DIALOGS" compile flag enabled; may cause crashes: https://github.com/QupZilla/qupzilla/blob/master/BUILDING.
13. ↑  Does not allow selective blocking of pop-ups. Safari can only block all pop-ups, or none.
14. ↑  Ad filter support can be added by installing extensions. https://web.archive.org/web/20080701200839/http://pimpmysafari.com/plugins/?c=Adblocking
15. ↑  Page zooming supported in the iPhone version of Safari. Screen zooming is built into OS X.
16. ↑  Full-text history search is available through Spotlight, a feature of the OS X operating system.
17. 1 2 3  This functionality is handled via third-party software by browser's design.
18. ↑  Epiphany supporte AdBlock en tant qu'extension officielle, dans le paquet epiphany-extensions.
19. ↑  (en) « Mozilla Developer Network - Using tab-modal prompts », Developer.mozilla.org, 3 février 2011 (consulté le 23 mai 2012)

## Résultats du test Acid
Les tests Acid sont des suites de tests en ligne pour déterminer les aspects de la conformité aux normes, pour révéler les défauts de rendu des pages web, et pour évaluer les performances des navigateurs. Lors de l'élaboration de chaque test, ils sont conçus de sorte qu'aucun navigateur existant peut passer sans autre développement. Pour qu’un navigateur passe le test Acid, la dernière version publique du navigateur (pas une alpha, beta, release candidate, ou une autre version selon les procédures de développement ou de test) doit satisfaire aux exigences indiquées ci-dessous. En outre, le navigateur doit être testé à la fin de l'installation, sans extension installée (certains navigateurs facilitent cela en fournissant une option « sale mode ») et tous les réglages d'usine (aucune option n'a été changé à partir de leurs valeurs par défaut).
Acid1
- Le rendu final doit être identique au site web fourni par le test Acid.
- Le texte peut être mis en valeur et les radio boutons peuvent être sélectionnés.

Acid2 :
- Le rendu final doit être identique au site web fourni par le test Acid.
- Le nez du smiley tourne au bleu quand on passe au-dessus.

Acid3 :
- Le rendu final doit être identique au site web fourni par le test Acid.
- Le test ne doit pas échouer ou ne pas avoir de délai anormal (clic gauche sur la lettre « A » pour obtenir un rapport)

| Navigateur                 | Acid1 | Acid2 | Acid3   |
| -------------------------- | ----- | ----- | ------- |
| Amaya                      | Non   | Non   | Non     |
| AOL Explorer               | Non   | Non   | Non     |
| Arora                      | Oui   | Oui   | 100/100 |
| Avant                      | Non   | Non   | Non     |
| Brave                      | Oui   | Oui   | 100/100 |
| Camino                     | Oui   | Oui   | 99/100  |
| Chromium                   | Oui   | Oui   | 100/100 |
| Comodo Dragon              | Oui   | Oui   | 100/100 |
| Dillo                      | Non   | Non   | Non     |
| Dooble                     | Oui   | Oui   | 100/100 |
| ELinks                     | Non   | Non   | Non     |
| Flock                      | Oui   | Oui   | 80/100  |
| Galeon                     | Oui   | Oui   | 80/100  |
| Google Chrome              | Oui   | Oui   | 100/100 |
| iCab                       | ?     | Oui   | 100/100 |
| Internet Explorer          | Oui   | Oui   | 100/100 |
| Internet Explorer pour Mac | Oui   | Non   | Non     |
| K-Meleon                   | Oui   | Non   | 59/100  |
| Konqueror                  | Oui   | Oui   | 91/100  |
| Links                      | ?     | Non   | Non     |
| Lunascape                  | ?     | Oui   | 100/100 |
| Lynx                       | Non   | Non   | Non     |
| Maxthon                    | Oui   | Oui   | 100/100 |
| Microsoft Edge             | Oui   | Oui   | 100/100 |
| Midori                     | Oui   | Oui   | 100/100 |
| Mosaic                     | Non   | Non   | Non     |
| Mozilla                    | Oui   | Non   | 35/100  |
| Mozilla Firefox            | Oui   | Oui   | 100/100 |
| Netscape                   | Oui   | Non   | 35/100  |
| Netscape Browser           | Oui   | Non   | 35/100  |
| Netscape Navigator         | Non   | Non   | Crashes |
| Netscape Navigator 9       | Oui   | Non   | 59/100  |
| NetSurf                    | Oui   | ?     | Non     |
| OmniWeb                    | Oui   | Oui   | Non     |
| Opera                      | Oui   | Oui   | 100/100 |
| Pale Moon                  | Oui   | Oui   | 100/100 |
| Qupzilla                   | Oui   | Oui   | 100/100 |
| Rekonq                     | Oui   | Oui   | 100/100 |
| Safari                     | Oui   | Oui   | Oui     |
| Safe Browser Secure        | Oui   | Oui   | 98/100  |
| SeaMonkey                  | Oui   | Oui   | 100/100 |
| Shiira                     | Oui   | Oui   | 74/100  |
| Sleipnir                   | Oui   | Oui   | ?       |
| surf                       | Oui   | Oui   | 100/100 |
| Torch (en)                 | Oui   | Oui   | 100/100 |
| Web                        | Non   | Non   | Non     |
| WorldWideWeb               | Non   | Non   | Non     |
| w3m                        | Non   | Non   | Non     |
| Navigateur                 | Acid1 | Acid2 | Acid3   |

1. ↑  Konqueror obtient 91/100 en utilisant KHTML et 100/100 en utilisant WebKit mais ne réussit pas le test.

## Support d'HTML5
Les spécifications pour HTML5 sont encore en cours de développement, mais de nombreux navigateurs actuels prennent déjà en charge un grand nombre de nouvelles fonctionnalités dans le projet de cahier des charges. Une suite de test HTML5 est également en cours de développement qui, alors qu'il ne teste pas toutes les nouvelles fonctionnalités, ni la fonctionnalité de ceux qu'elle ne détecte pas, le soutien des taux navigateurs. De nouveaux tests devraient être ajoutés à la suite que le temps passe.
| Navigateur           | Résultat au test HTML5 (en) |
| -------------------- | --------------------------- |
| Apple Safari 9.0     |                             |
| Google Chrome 44     |                             |
| Internet Explorer 11 |                             |
| Microsoft Edge 13    |                             |
| Mozilla Firefox 44   |                             |
| Opera 31             |                             |

Comme de nouveaux tests sont ajoutés, les faux enlevés, etc., de nouvelles versions de html5test.com deviennent disponibles en tant que versions bêta ou même alpha. Ils sont importants pour tester les versions de développement (par exemple nightly builds) des navigateurs web, mais leurs résultats doivent être pris au pied de la lettre. Surtout lorsque l'on considère que certains navigateurs ont des caractéristiques expérimentales construites dans ce qui peut être désactivé par défaut.

## Prise en charge du JavaScript
Informations sur les technologies JavaScript que les navigateurs prennent en charge. Notez que bien que XPath soit utilisé par XSLT, il est seulement considéré ici si on peut y accéder en utilisant JavaScript. Les liens externes conduisent à des informations sur le soutien dans les futures versions des navigateurs ou des extensions qui fournissent une telle fonctionnalité.
| Navigateur                | JavaScript | ECMAScript 3 | DOM 1 | DOM 2 | DOM 3 | XPath | DHTML | XMLHttpRequest | Rich editing |
| Amaya                     |            |              |       |       |       |       |       |                |              |
| AOL Explorer              |            |              |       |       |       |       |       |                |              |
| Avant                     |            |              |       |       |       |       |       |                |              |
| Camino                    |            |              |       |       |       |       |       |                |              |
| Dillo                     |            |              |       |       |       |       |       |                |              |
| ELinks                    |            |              |       |       |       |       |       |                |              |
| Flock                     |            |              |       |       |       |       |       |                |              |
| Galeon                    |            |              |       |       |       |       |       |                |              |
| Google Chrome             |            |              |       |       |       |       |       |                |              |
| iCab                      |            |              |       |       |       |       |       |                |              |
| Internet Explorer         |            |              |       |       |       |       |       |                |              |
| Internet Explorer for Mac |            |              |       |       |       |       |       |                |              |
| K-Meleon                  |            |              |       |       |       |       |       |                |              |
| Konqueror                 |            |              |       |       |       |       |       |                |              |
| Links                     |            |              |       |       |       |       |       |                |              |
| Lynx                      |            |              |       |       |       |       |       |                |              |
| Maxthon                   |            |              |       |       |       |       |       |                |              |
| Microsoft Edge            |            |              |       |       |       |       |       |                |              |
| Midori                    |            |              |       |       |       |       |       |                |              |
| Mosaic                    |            |              |       |       |       |       |       |                |              |
| Mozilla                   |            |              |       |       |       |       |       |                |              |
| Mozilla Firefox           |            |              |       |       |       |       |       |                |              |
| Netscape                  |            |              |       |       |       |       |       |                |              |
| Netscape Browser          |            |              |       |       |       |       |       |                |              |
| Netscape Navigator        |            |              |       |       |       |       |       |                |              |
| Netscape Navigator 9      |            |              |       |       |       |       |       |                |              |
| NetSurf                   |            |              |       |       |       |       |       |                |              |
| OmniWeb                   |            |              |       |       |       |       |       |                |              |
| Opera                     |            |              |       |       |       |       |       |                |              |
| Pale Moon                 |            |              |       |       |       |       |       |                |              |
| QupZilla                  |            |              |       |       |       |       |       |                |              |
| Safari                    |            |              |       |       |       |       |       |                |              |
| SeaMonkey                 |            |              |       |       |       |       |       |                |              |
| Shiira                    |            |              |       |       |       |       |       |                |              |
| Sleipnir                  |            |              |       |       |       |       |       |                |              |
| surf                      |            |              |       |       |       |       |       |                |              |
| Web                       |            |              |       |       |       |       |       |                |              |
| WorldWideWeb              |            |              |       |       |       |       |       |                |              |
| w3m                       |            |              |       |       |       |       |       |                |              |
| Navigateur                | JavaScript | ECMAScript 3 | DOM 1 | DOM 2 | DOM 3 | XPath | DHTML | XMLHttpRequest | Rich editing |
| ------------------------- | ---------- | ------------ | ----- | ----- | ----- | ----- | ----- | -------------- | ------------ |

## Support des protocoles
Information à propos des protocoles internet supportés par les navigateurs. Les liens externes conduisent à des informations sur le soutien dans les futures versions des navigateurs ou des extensions qui fournissent une telle fonctionnalité.
| Navigateur                | HTTP | FTP | NNTP | SSL | EV | IRC | Gopher | IDN | data:URI | BitTorrent | IPv6 | Proxy | HTTP/2 |
| Amaya                     |      |     |      |     |    |     |        |     |          |            |      |       |        |
| AOL Explorer              |      |     |      |     |    |     |        |     |          |            |      |       |        |
| Avant                     |      |     |      |     |    |     |        |     |          |            |      |       |        |
| Camino                    |      |     |      |     |    |     |        |     |          |            |      |       |        |
| Dillo                     |      |     |      |     |    |     |        |     |          |            |      |       |        |
| ELinks                    |      |     |      |     |    |     |        |     |          |            |      |       |        |
| Flock                     |      |     |      |     |    |     |        |     |          |            |      |       |        |
| Galeon                    |      |     |      |     |    |     |        |     |          |            |      |       |        |
| Google Chrome             |      |     |      |     |    |     |        |     |          |            |      |       |        |
| iCab                      |      |     |      |     |    |     |        |     |          |            |      |       |        |
| Internet Explorer         |      |     |      |     |    |     |        |     |          |            |      |       |        |
| Internet Explorer for Mac |      |     |      |     |    |     |        |     |          |            |      |       |        |
| K-Meleon                  |      |     |      |     |    |     |        |     |          |            |      |       |        |
| Konqueror                 |      |     |      |     |    |     |        |     |          |            |      |       |        |
| Links                     |      |     |      |     |    |     |        |     |          |            |      |       |        |
| Lynx                      |      |     |      |     |    |     |        |     |          |            |      |       |        |
| Maxthon                   |      |     |      |     |    |     |        |     |          |            |      |       |        |
| Microsoft Edge            |      |     |      |     |    |     |        |     |          |            |      |       |        |
| Mosaic                    |      |     |      |     |    |     |        |     |          |            |      |       |        |
| Mozilla                   |      |     |      |     |    |     |        |     |          |            |      |       |        |
| Mozilla Firefox           |      |     |      |     |    |     |        |     |          |            |      |       |        |
| Netscape                  |      |     |      |     |    |     |        |     |          |            |      |       |        |
| Netscape Browser          |      |     |      |     |    |     |        |     |          |            |      |       |        |
| Netscape Navigator        |      |     |      |     |    |     |        |     |          |            |      |       |        |
| Netscape Navigator 9      |      |     |      |     |    |     |        |     |          |            |      |       |        |
| NetSurf                   |      |     |      |     |    |     |        |     |          |            |      |       |        |
| OmniWeb                   |      |     |      |     |    |     |        |     |          |            |      |       |        |
| Opera                     |      |     |      |     |    |     |        |     |          |            |      |       |        |
| Pale Moon                 |      |     |      |     |    |     |        |     |          |            |      |       |        |
| QupZilla                  |      |     |      |     |    |     |        |     |          |            |      |       |        |
| Safari                    |      |     |      |     |    |     |        |     |          |            |      |       |        |
| ------------------------- | ---- | --- | ---- | --- | -- | --- | ------ | --- | -------- | ---------- | ---- | ----- | ------ |
| SeaMonkey                 | No   |     |      |     |    |     |        |     |          |            |      |       |        |
| Shiira                    |      |     |      |     |    |     |        |     |          |            |      |       |        |
| Sleipnir                  |      |     |      |     |    |     |        |     |          |            |      |       |        |
| surf                      |      |     |      |     |    |     |        |     |          |            |      |       |        |
| Web                       |      |     |      |     |    |     |        |     |          |            |      |       |        |
| WorldWideWeb              |      |     |      |     |    |     |        |     |          |            |      |       |        |
| w3m                       |      |     |      |     |    |     |        |     |          |            |      |       |        |
| Navigateur                | HTTP | FTP | NNTP | SSL | EV | IRC | Gopher | IDN | data:URI | BitTorrent | IPv6 | Proxy | HTTP/2 |

## Support des formats d'image
Information à propos des formats d'image supportés par les navigateurs. Les liens externes conduisent à des informations sur le soutien dans les futures versions des navigateurs ou des extensions qui fournissent une telle fonctionnalité.
| Navigateur                | JPEG    | JPEG 2000 | JPEG XR | WebP | GIF | PNG | APNG | MNG | TIFF | SVG | PDF | 2D Canvas | XBM | BMP | ICO |
| Amaya                     |         |           |         |      |     |     |      |     |      |     |     |           |     |     |     |
| ------------------------- | ------- | --------- | ------- | ---- | --- | --- | ---- | --- | ---- | --- | --- | --------- | --- | --- | --- |
| AOL Explorer              | disable |           |         |      |     |     |      |     |      |     |     |           |     |     |     |
| Avant                     | disable |           |         |      |     |     |      |     |      |     |     |           |     |     |     |
| Camino                    |         |           |         |      |     |     |      |     |      |     |     |           |     |     |     |
| Chromium                  |         |           |         |      |     |     |      |     |      |     |     |           |     |     |     |
| Dillo                     |         |           |         |      |     |     |      |     |      |     |     |           |     |     |     |
| ELinks                    |         |           |         |      |     |     |      |     |      |     |     |           |     |     |     |
| Flock                     |         |           |         |      |     |     |      |     |      |     |     |           |     |     |     |
| Galeon                    |         |           |         |      |     |     |      |     |      |     |     |           |     |     |     |
| Google Chrome             |         |           |         |      |     |     |      |     |      |     |     |           |     |     |     |
| iCab                      |         |           |         |      |     |     |      |     |      |     |     |           |     |     |     |
| Internet Explorer         |         |           |         |      |     |     |      |     |      |     |     |           |     |     |     |
| Internet Explorer for Mac |         |           |         |      |     |     |      |     |      |     |     |           |     |     |     |
| K-Meleon                  |         |           |         |      |     |     |      |     |      |     |     |           |     |     |     |
| Konqueror                 |         |           |         |      |     |     |      |     |      |     |     |           |     |     |     |
| Links                     |         |           |         |      |     |     |      |     |      |     |     |           |     |     |     |
| Lynx                      |         |           |         |      |     |     |      |     |      |     |     |           |     |     |     |
| Maxthon                   | disable |           |         |      |     |     |      |     |      |     |     |           |     |     |     |
| Microsoft Edge            |         |           |         |      |     |     |      |     |      |     |     |           |     |     |     |
| Midori                    |         |           |         |      |     |     |      |     |      |     |     |           |     |     |     |
| Mosaic                    |         |           |         |      |     |     |      |     |      |     |     |           |     |     |     |
| Mozilla                   |         |           |         |      |     |     |      |     |      |     |     |           |     |     |     |
| Mozilla Firefox           |         |           |         |      |     |     |      |     |      |     |     |           |     |     |     |
| Netscape                  |         |           |         |      |     |     |      |     |      |     |     |           |     |     |     |
| Netscape Browser          |         |           |         |      |     |     |      |     |      |     |     |           |     |     |     |
| Netscape Navigator        |         |           |         |      |     |     |      |     |      |     |     |           |     |     |     |
| Netscape Navigator 9      |         |           |         |      |     |     |      |     |      |     |     |           |     |     |     |
| NetSurf                   |         |           |         |      |     |     |      |     |      |     |     |           |     |     |     |
| OmniWeb                   |         |           |         |      |     |     |      |     |      |     |     |           |     |     |     |
| Opera                     |         |           |         |      |     |     |      |     |      |     |     |           |     |     |     |
| Pale Moon                 |         |           |         |      |     |     |      |     |      |     |     |           |     |     |     |
| QupZilla                  |         |           |         |      |     |     |      |     |      |     |     |           |     |     |     |
| Safari                    |         |           |         |      |     |     |      |     |      |     |     |           |     |     |     |
| SeaMonkey                 |         |           |         |      |     |     |      |     |      |     |     |           |     |     |     |
| Shiira                    |         |           |         |      |     |     |      |     |      |     |     |           |     |     |     |
| Sleipnir                  | disable |           |         |      |     |     |      |     |      |     |     |           |     |     |     |
| surf                      |         |           |         |      |     |     |      |     |      |     |     |           |     |     |     |
| Torch (en)                |         |           |         |      |     |     |      |     |      |     |     |           |     |     |     |
| Web                       |         |           |         |      |     |     |      |     |      |     |     |           |     |     |     |
| WorldWideWeb              |         |           |         |      |     |     |      |     |      |     |     |           |     |     |     |
| w3m                       |         |           |         |      |     |     |      |     |      |     |     |           |     |     |     |
| Navigateur                | JPEG    | JPEG 2000 | JPEG XR | WebP | GIF | PNG | APNG | MNG | TIFF | SVG | PDF | 2D Canvas | XBM | BMP | ICO |

## Internationalisation
La plupart des navigateurs sont disponibles dans plus d'une langue.
| Navigateur                | Langues |
| ------------------------- | ------- |
| Amaya                     | 18      |
| AOL Explorer              | 3       |
| Avant                     | 28      |
| Camino                    | 17      |
| Dillo                     | 4       |
| ELinks                    | 13      |
| Flock                     | 16      |
| Galeon                    | 49      |
| Google Chrome             | 50      |
| iCab                      | 9       |
| Internet Explorer         | 95      |
| Internet Explorer for Mac | 7       |
| K-Meleon                  | 5       |
| Konqueror                 | 40      |
| Links                     | 32      |
| Lunascape                 | 11      |
| Lynx                      | 21      |
| Maxthon                   | 44      |
| Mosaic                    | 1       |
| Mozilla                   | 28      |
| Mozilla Firefox           | 96      |
| Netscape                  | 7       |
| Netscape Browser          | 2       |
| Netscape Navigator        | 20      |
| Netscape Navigator 9      | 1       |
| NetSurf                   | 4       |
| OmniWeb                   | 7       |
| Opera                     | 51      |
| Pale Moon                 | 29      |
| QupZilla                  | 35      |
| Safari                    | 15      |
| SeaMonkey                 | 23      |
| Shiira                    | 15      |
| Sleipnir                  | 3       |
| SRWare Iron               | 3       |
| surf                      | 0       |
| Torch (en)                | 7       |
| Web                       | 70      |
| WorldWideWeb              | 1       |
| w3m                       | 9       |
| Navigateur                | Langues |

## Sécurité et vulnérabilités
Cette comparaison des vulnérabilités connues du public non patchés dans les dernières version stable navigateurs est basée sur les vulnérabilités des rapports de Secunia. Pour plus de détails sur la sécurité des navigateurs (en) pour plus de détails sur l'importance des vulnérabilités non corrigées.
| Navigateur             | Vulnérabilités connues et non corrigées    | Vulnérabilités connues et non corrigées  | Vulnérabilités connues et non corrigées   | Vulnérabilités connues et non corrigées | Vulnérabilités connues et non corrigées |
| Navigateur             | Secunia                                    | Secunia                                  | Secunia                                   | Secunia                                 | Secunia                                 |
| Navigateur             | Extrêmement critique (nombre / plus vieux) | Fortement critique (nombre / plus vieux) | Modérément critique (nombre / plus vieux) | Moins critique (nombre / plus vieux)    | Non critique (nombre / plus vieux)      |
| Google Chrome 42       |                                            |                                          |                                           |                                         |                                         |
| Internet Explorer 7    |                                            |                                          |                                           |                                         |                                         |
| Internet Explorer 8    |                                            |                                          |                                           |                                         |                                         |
| Internet Explorer 9    |                                            |                                          |                                           |                                         |                                         |
| Internet Explorer 10   |                                            |                                          |                                           |                                         |                                         |
| Internet Explorer 11   |                                            |                                          |                                           |                                         |                                         |
| Mozilla Firefox 38     |                                            |                                          |                                           |                                         |                                         |
| Mozilla Firefox 38 ESR |                                            |                                          |                                           |                                         |                                         |
| Mozilla Firefox 31 ESR |                                            |                                          |                                           |                                         |                                         |
| Opera 29               |                                            |                                          |                                           |                                         |                                         |
| Opera 12 (classic)     |                                            |                                          |                                           |                                         |                                         |
| Safari 8               |                                            |                                          |                                           |                                         |                                         |
| SeaMonkey 2.33         |                                            |                                          |                                           |                                         |                                         |
| Browser                | Extrêmement critique (nombre / plus vieux) | Fortement critique (nombre / plus vieux) | Modérément critique (nombre / plus vieux) | Moins critique (nombre / plus vieux)    | Non critique (nombre / plus vieux)      |
| Browser                | Secunia                                    | Secunia                                  | Secunia                                   | Secunia                                 | Secunia                                 |
| Browser                | Vulnérabilités connues et non corrigées    | Vulnérabilités connues et non corrigées  | Vulnérabilités connues et non corrigées   | Vulnérabilités connues et non corrigées | Vulnérabilités connues et non corrigées |
| ---------------------- | ------------------------------------------ | ---------------------------------------- | ----------------------------------------- | --------------------------------------- | --------------------------------------- |